# Лоренс, Уильям

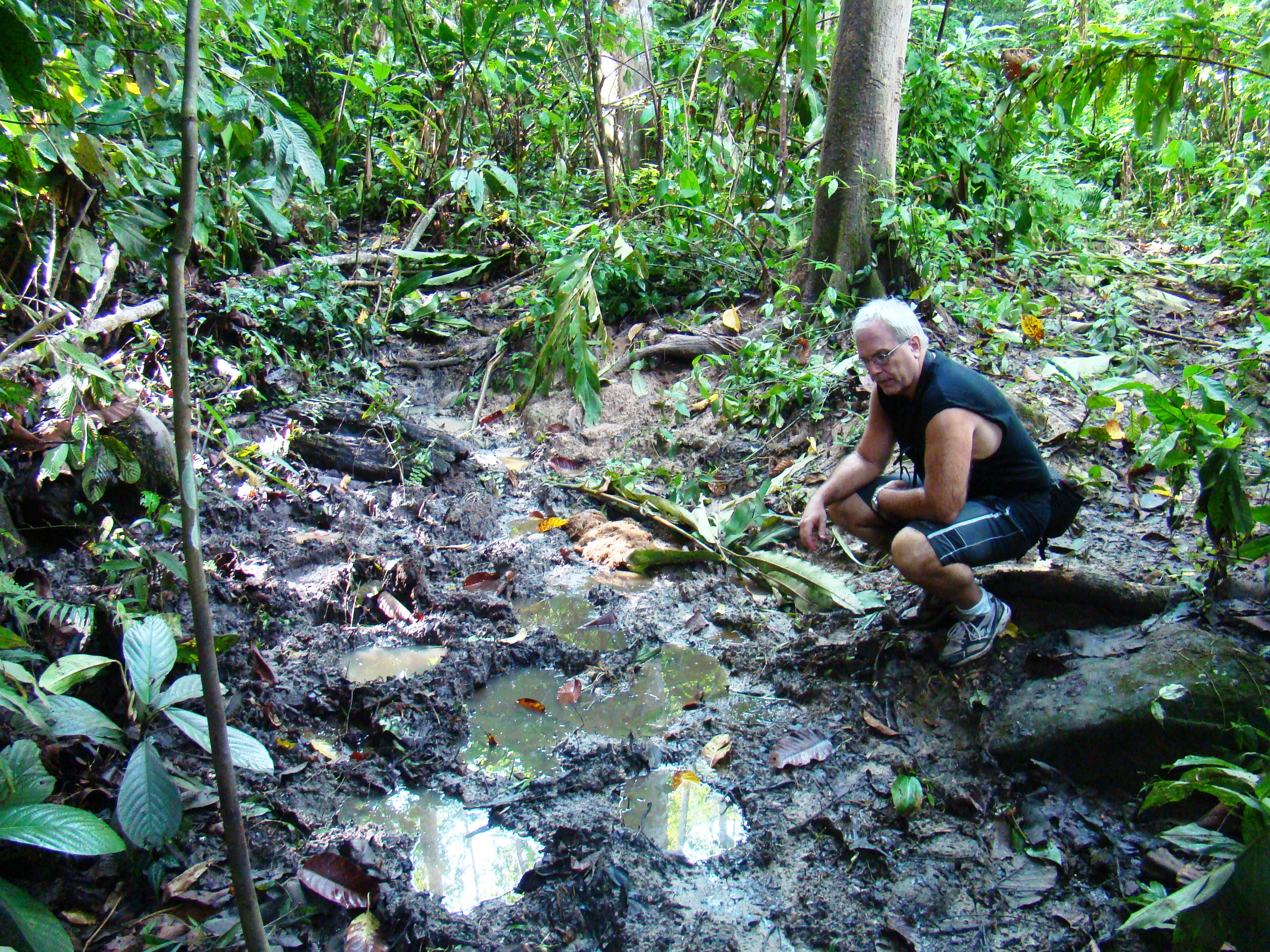

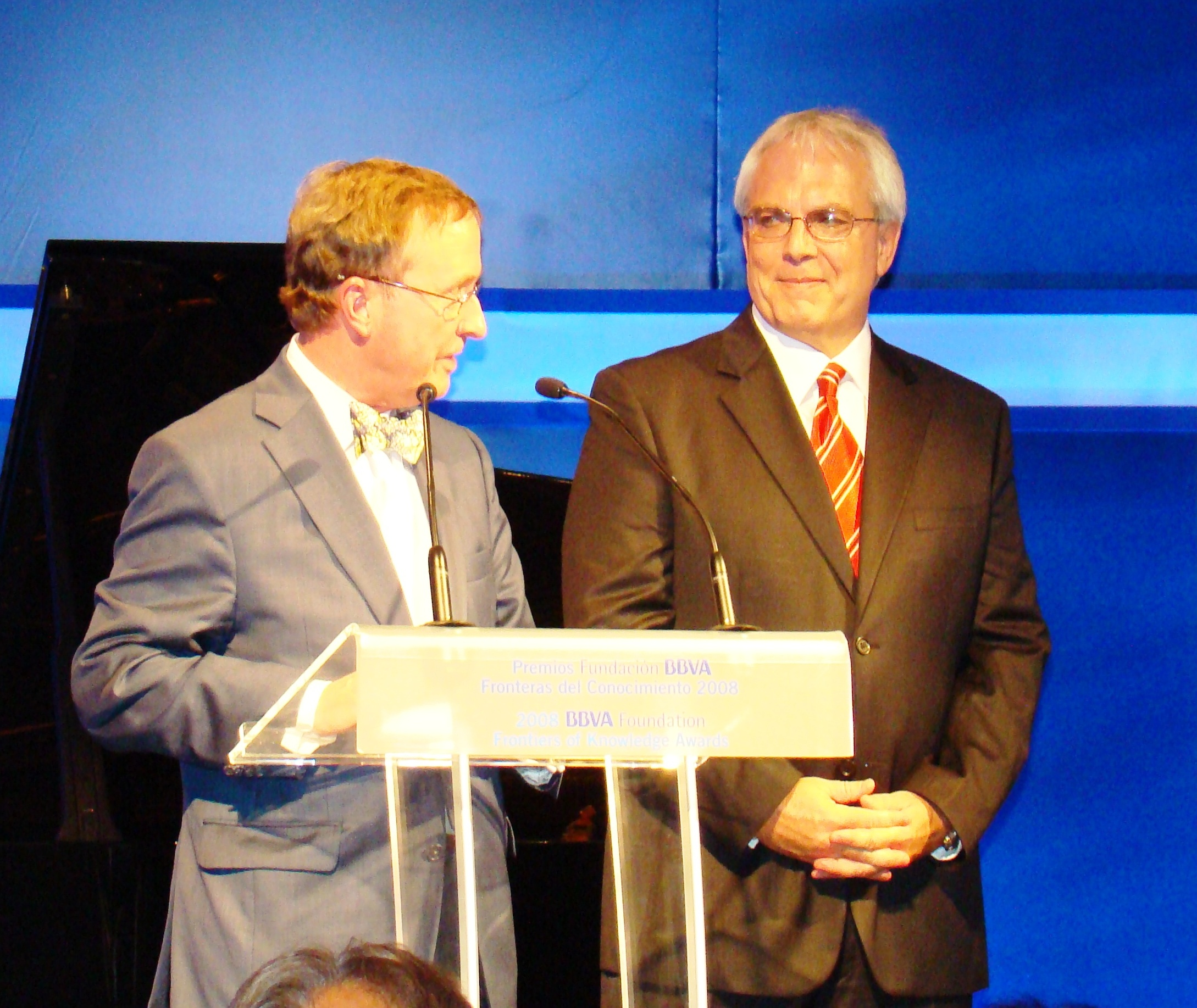
Вместе с Т. Лавджоем, 2008 год

Уильям Ф. Лоренс (William Frederick Laurance, род. 12 октября 1957 года) — американо-австралийский эколог, специалист по влиянию интенсивного землепользования на тропические экосистемы, также занимающийся глобальным изменением климата и политикой охраны окружающей среды.
Член Австралийской АН (2015), заслуженный профессор Университета Джеймса Кука.
Лауреат высокопрестижных и международных наград BBVA Frontiers (2008) и премии Хейнекена (2012). Зоологическое общество Лондона назвало его Природоохранителем 2015 года.
В 2016 году вошёл в число наиболее цитируемых исследователей по Web of Science.

## Биография
Степень доктора философии по интегративной биологии получил в Калифорнийском университете в Беркли в 1989 году. Работал в CSIRO (Государственное объединение научных и прикладных исследований). На протяжении 14 лет как с. н. с. Смитсоновского института работал в Бразилии и Панаме. С 2009 года — в Университете Джеймса Кука, заслуженный профессор-исследователь, где также руководит научным центром TESS (Centre for Tropical Environmental & Sustainability Science), составляющим междисциплинарную исследовательскую группу более чем в сто участников. Получал предложения работы в Йеле и Принстоне. Также заведует кафедрой международной охраны природы в нидерландском Утрехтском университете и является ассоцированным исследователем Гарвардского университета и Смитсоновского института. Основатель и руководитель A.L.E.R.T. (Alliance of Leading Environmental Researchers and Thinkers). Много времени провёл в бассейне Амазонки, в Конго и Юго-Восточной Азии, а также в тропической Австралии.
Член редколлегии журнала «Current Biology».
Экс-президент Association for Tropical Biology and Conservation.
Фелло Американской ассоциации содействия развитию науки.
Уильям Лоренс — один из ключевых авторов Второго «Предупреждения человечеству» (2017), которую подписали 15 364 учёных  из более чем 180 стран мира — по-видимому, самое большое их количество, когда-либо в подобном случае, — с предупреждением о том, что время для предотвращения глобального экологического коллапса быстро истекает.
Он также заявлял, что необходимо замедлить рост народонаселения, в особенности в Африке и некоторых частях Азии, и требовать снижения уровня потребления в богатых странах.
Опубликовал восемь книг и порядка 600 научных и популяризаторских статей.
Автор публикаций в Science, Current Biology, Scientific Reports, Plant Ecology.

## Награды и отличия
- 2008 — BBVA Frontiers in Ecology and Conservation Biology Award
- 2010 — Australian Laureate Award, Australian Research Council[англ.]
- 2011 — Distinguished Service Award, Society for Conservation Biology[англ.]
- 2012 — Премия Хейнекена
- 2014 — Выдающийся природоохранитель года, Зоологическое общество Лондона
- 2018 — Wet Tropics Management Authority’s Cassowary Award[9]

Ему четырежды вручалась Australia’s Best Science Writing Prize.